# Теодерих фон Шлайден-Юнкерат
Теодерих фон Шлайден-Юнкерат (на немски: Theoderich von Schleiden Herr zu Junkerath; † сл. 1350) е господар на Шлайден в Айфел планина в Северен Рейн-Вестфалия, Германия и на Юнкерат в Рейнланд-Пфалц.

## Произход
Той е най-малкият син на Фридрих II фон Шлайден († 1325) и съпругата му Йохана фон Хайнсберг-Фалкенбург († 1327), дъщеря на Валрам фон Хайнсберг-Фалкенбург († 1302) и Филипа фон Гелдерн-Цутфен († 1302); или на Дирк II ван Фалкенбург († 1268) и графиня Алайдис фон Лооц (* ок. 1242). Внук е на Конрад II фон Шлайден († сл. 1297) и Елизабет фон Юнкерат († сл. 1282). Правнук е на Фридрих I фон Шлайден († ок. 1269). Брат е на рицар Конрад III фон дер Шлайден († 1345).
През Средновековието от 12 век Шлайден е център на Господството Шлайден, от 1602 г. на Графството Шлайден.
Линията в Шлайден съществува до 1593 г.

## Фамилия
Първи брак: с жена с неизвестно име и има с нея пет деца:
- Фридрих фон Шлайден († сл. 1369); има седем деца
- Теодерих фон Шлайден (* пр. 1355)
- Йохан фон Шлайден († сл. 1363)
- Валраф фон Шлайден († сл. 1363)
- Рикардис фон Шлайден

Втори брак: с Беатрикс и има с нея две дъщери:
- Елизабет фон Шлайден
- Беатрикс фон Шлайден († сл. 1359), омъжена за фогт Герхард фон Хунолщайн († сл. 1371), син на фогт Йохан фон Хунолщайн († 1328) и Елизабет фон Бланкенхайм († 1324)